# キャッシュ (コンピュータシステム)
キャッシュ（英語: cache）は、CPUのバスやネットワーク、データベース、GPU、DSPなどにおいて、情報を転送する際、転送効率を向上するための記憶階層の実現手段である。ハードウェアの形態とソフトウェアの形態がある。

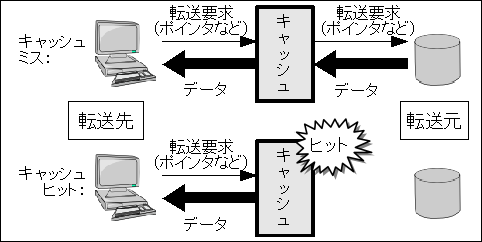
キャッシュ概要図

転送元と転送先の中間に位置し、データ内容の一部とその参照を保持する。
参照が既にキャッシュに格納されているデータが転送要求されたとき、転送元ではなくキャッシュが転送を代行する。これをキャッシュヒットという。所望のデータがキャッシュに存在せず元データから転送する状態をキャッシュミスという。由来は不明で和製英語と思われるが、日本の一部の文献及び資格試験において「キャッシュミスヒット」という用語が使われている。
もしくは、データを滞留させてデータ粒度を高める機能を持つ。これらにより、データの時間的局所性と空間的局所性を活用し、データ転送の冗長性やオーバヘッドを低減させることで、転送効率を向上させる。

## 基本概念

### 記憶階層 (Memory Hierarchy)

記憶階層の例

データを保持する記憶装置の理想は大容量×高速アクセスであるが、通常コストパフォーマンスが悪く実現困難である。そのため、小容量×高速、中容量×中速、大容量×低速など複数段階にまたがった記憶構造とすることが多い。また一般に、CPUなどバスマスタに近い側を上位レベル、遠い側を下位レベルとし、各レベルを各々下位レベルの一時記憶として用いる。この構造を記憶階層という。
小容量×高速の代表はCPUレジスタであり、大容量×低速記憶装置の代表はハードディスクや磁気テープなどの補助記憶装置である。
記憶階層のうちキャッシュに該当する、L1キャッシュとL2キャッシュについて、上位のL1キャッシュに存在するデータが下位のL2キャッシュにもデータが存在する方式（インクルージョンキャッシュ）と、上位のL1キャッシュに存在するデータが下位のL2キャッシュに必ずしもデータが存在しない方式（ビクティムキャッシュ）がある。

### 局所性 (Locality)

#### 時間的局所性 (Temporal Locality)
データの再利用率とその時間的特性を示す言葉。ある領域のデータ転送が行われて、同一データの転送が再度、近い時間内に行われている場合を時間的局所性があるという。CPUにおける命令キャッシュや、ウェブブラウザなどにおけるファイル単位のデータ保持などは、転送が行われた近い期間にループや戻るボタンなどによる再転送要求を期待して、アクセスがあったデータをある程度後まで保持しておく。逆に音声のようなストリームデータなどは時間的局所性はあまりなく、下記にある空間的局所性に頼った効率化を図る必要がある。

#### 空間的局所性 (Spatial Locality)
データの格納位置に対する偏在性を示す言葉。ある領域のデータ転送が行われて、近い時間内に、連続ないし近傍領域のデータ転送が行われている場合を空間的局所性があるという。真にランダムに転送されるべきデータというのは少なく、大抵のデータには空間的局所性が存在する。一般的にデータ転送でスループットよりレイテンシ、すなわちデータ転送帯域より転送距離が問題となる場合は、小さなデータを何度も転送するよりも少ない回数でより多くのデータを転送することで効率向上する場合が多い。従って転送元は空間的局所性を期待して未要求の近傍データも同時に送り、キャッシュにより未要求データを保持することで、キャッシュ下位レベルとの転送セット回数を削減しようとする。CPUキャッシュメモリのラインサイズは、この空間的局所性に鑑みて決定される。

## 歴史
- 1961年 マンチェスタ大学のTom Kilburnらが開発中のコンピュータAtlasに仮想記憶機構を搭載
- 1962年 Kilburnらが論文"One-level storage system"を発表
- 1965年 ケンブリッジ大学のM. V. Wilkesがキャッシュに関する最初の論文"Slave Memories and Dynamic Storage Allocation"を発表（論文ではキャッシュをスレーブメモリと呼んだ）
- 1965年 ケンブリッジ大学でGordon Scarrottがダイレクトマップ方式の命令キャッシュを実装
- 1967年 最初のキャッシュ搭載商用マシンIBM System/360 Model 85が完成（16-32KB, 80-160ns）。1968年発売
- 1968年 IBMのDonald H. GibsonらがIBM System/360 Model 85の性能評価に関する論文"Structural Aspects of the System/360 Model 85 I: General Organization."を発表。そのなかで初めてキャッシュという用語が使用された